# ماريو أنطونيو روميرو
ماريو أنطونيو روميرو (بالإسبانية: Mario Antonio Romero)‏ (15 مارس 1980 ببوينس آيرس في الأرجنتين - ) هو لاعب كرة قدم أرجنتيني في مركز الهجوم. لعب مع دينامو تيرانا وCan Tho FC ‏ ونادي بلاتنسي.

## وصلات خارجية
- ماريو أنطونيو روميرو على موقع قاعدة بيانات كرة القدم.إي يو (الإنجليزية)